# 2014년 우크라이나 친러시아 분쟁
2014년 우크라이나 친러시아 분쟁(우크라이나어: Проросійські виступи в Україні 2014)은 2014년 우크라이나 혁명으로 수립된 친서방 정권에 반대하는 친러파들의 동부와 남부에서 일어났었던 시위이다. 급기야 도네츠크주 도네츠크의 친러 시위대는 4월 7일 도네츠크주를 도네츠크 인민공화국으로 독립을 선언했으며, 루간스크주의 루간스크도 루간스크 인민공화국으로 독립을 선포했다. 5월 24일에는 도네츠크 인민공화국의 정부 인사들과 연합 노보로시야군, 유라시아당의 당수 알렉산드르 두긴이 모여 노보로시야 연방국을 선포하였다.
9월 6일에는 우크라이나의 대통령 페트로 포로셴코 대통령과 독립을 선포한 도네츠크주의 세르히 타루타 주지사 등이 만나 휴전 협정을 체결하기로 결정했으나, 도네츠크 지역과 마리우폴 지역에서는 아직도 지속적인 교전이 계속되고 있다.

## 시위 지역
- 세바스토폴
- 심페로폴
- 도네츠크
- 마리우폴
- 하르키우
- 오데사
- 루한스크
- 미콜라이우
- 드니프로페트로우스크
- 헤르손
- 자포리자

## 같이 보기
- 통나무 혁명
- 러시아계 우크라이나인
- 우크라이나의 러시아어
- 우크라이나의 러시아 제품 불매 운동